# Adriana Pérez
Adriana Pérez (ur. 20 listopada 1992 w Anzoátegui) – wenezuelska tenisistka, medalistka igrzysk Ameryki Południowej oraz igrzysk Ameryki Środkowej i Karaibów.

## Kariera tenisowa
W rozgrywkach zawodowych debiutowała w październiku 2008 roku, biorąc udział z dziką kartą w turnieju rangi ITF w Valencii. Pierwszy sukces odniosła we wrześniu 2010 roku, wygrywając turniej ITF w grze pojedynczej w Caracas. W sumie wygrała siedem turniejów w grze pojedynczej i dziewięć w grze podwójnej, tej rangi.
Od 2011 roku reprezentowała swój kraj w rozgrywkach Pucharu Federacji.
Od 2012 roku zaczęła startować w kwalifikacjach do turniejów cyklu WTA Tour. W marcu tego roku, na turnieju we Florianópolis, po raz pierwszy zakwalifikowała się do turnieju głównego, pokonując w meczu o awans Paulę Kanię.
W sierpniu 2013 roku zagrała w kwalifikacjach do wielkoszlemowego US Open, ale odpadła w pierwszej rundzie, przegrywając z Alison Van Uytvanck.

## Wygrane turnieje rangi ITF
| turnieje z pulą nagród 100 000 $ |
| turnieje z pulą nagród 75 000 $  |
| turnieje z pulą nagród 50 000 $  |
| turnieje z pulą nagród 25 000 $  |
| turnieje z pulą nagród 15 000 $  |
| turnieje z pulą nagród 10 000 $  |

### Gra pojedyncza
|    | Data       | Turniej   | ($)    | Naw.   | Finalistka          | Wynik         |
| 1. | 18/09/2010 | Caracas   | 10 000 | twarda | Andrea Gámiz        | 6:3, 6:1      |
| 2. | 30/10/2010 | Bogota    | 10 000 | ziemna | Karen Castiblanco   | 6:1, 1:6, 6:1 |
| 3. | 09/04/2011 | Caracas   | 10 000 | twarda | Viktoriya Kisialeva | 6:1, 6:3      |
| 4. | 16/04/2011 | Caracas   | 10 000 | twarda | Amanda McDowell     | 2:6, 6:2, 6:2 |
| 5. | 28/04/2012 | Caracas   | 25 000 | twarda | Teliana Pereira     | 6:1, 6:1      |
| 6. | 15/09/2013 | Redding   | 25 000 | twarda | Robin Anderson      | 2:6, 6:2, 6:1 |
| 7. | 01/12/2013 | Monterrey | 25 000 | twarda | Indy de Vroome      | 4:6, 6:4, 6:3 |